# Rochemaure
Rochemaure é uma comuna francesa na região administrativa de Auvérnia-Ródano-Alpes, no departamento de Ardèche. Estende-se por uma área de 24,33 km². Em 2010 a comuna tinha 2 351 habitantes (densidade: 96,6 hab./km²).